# Neil J. Armstrong
Neil J. Armstrong (15 de abril de 1920 — 23 de novembro de 1994) foi um aviador canadense. Ele foi morto em 1994 com seu filho, Corcoran, quando o Twin Otter em que eles estavam se chocou contra um iceberg da Antártida.

## Prêmios e honras
- Salão da Fama da Aviação do Canadá em 1973
- Ordem de Ícaro em 1974
- Ordem de Polaris no Território de Yukon